# Олімпійська збірна США з футболу
Збірна США U–23 з футболу, Олімпійська збірна США з футболу представляє США на Олімпійських іграх. Відбір гравців враховує те, що всі футболісти мають бути у віці до 23 років, окрім трьох футболістів. Команда контролюється Федерацією футболу США.

## Історія
Хоча уперше футболісти-аматори США грали ще на літніх Олімпійських іграх 1904 у Сент-Луїсі, проте там не грала збірна США, а дві аматорські команди «Крістіан Бразерс Коледж» та «Сент-Роуз Періш», які отримали відповідно срібні та бронзові медалі Олімпіади. Повноцінний дебют американської збірної відбувся на Олімпійських іграх 1924 року, де американська збірна спочатку переграла збірну Естонії, проте в наступному раунді поступилась збірній Італії з футболу. До 1992 року олімпійська збірна США була фактично аматорською збірною країни, оскільки на Олімпійські ігри не допускали спортсменів-професіоналів, але з 1992 року на Олімпіаду допускається збірна країни, складена з футболістів віком до 23 років, за виключенням 3 футболістів. які можуть бути старшими цього віку. Найвищим досягненням збірної є 4-те місце на Олімпійських іграх 2000 року. Олімпійська збірна США також представляє країну на Панамериканських іграх, де збірна США стала переможцем у 1991 році.

## Статистика виступів

### Олімпійські ігри
| Виступи | Виступи        | Виступи                                                                       | Виступи                                                                       | Виступи                                                                       | Виступи                                                                       | Виступи                                                                       | Виступи                                                                       | Виступи                                                                       | Виступи                                                                       |                                                                               |
| Рік     | Місто господар | Раунд                                                                         | Позиція                                                                       | І                                                                             | В                                                                             | Н*                                                                            | П                                                                             | ГЗ                                                                            | ГР                                                                            |                                                                               |
| ------- | -------------- | ----------------------------------------------------------------------------- | ----------------------------------------------------------------------------- | ----------------------------------------------------------------------------- | ----------------------------------------------------------------------------- | ----------------------------------------------------------------------------- | ----------------------------------------------------------------------------- | ----------------------------------------------------------------------------- | ----------------------------------------------------------------------------- | ----------------------------------------------------------------------------- |
| 1896    | Афіни          | Не було футбольного турніру                                                   | Не було футбольного турніру                                                   | Не було футбольного турніру                                                   | Не було футбольного турніру                                                   | Не було футбольного турніру                                                   | Не було футбольного турніру                                                   | Не було футбольного турніру                                                   | Не було футбольного турніру                                                   | Не було футбольного турніру                                                   |
| 1900    | Париж          | не брала участь                                                               | не брала участь                                                               | не брала участь                                                               | не брала участь                                                               | не брала участь                                                               | не брала участь                                                               | не брала участь                                                               | не брала участь                                                               | не брала участь                                                               |
| 1904    | Сент-Луїс      | не представлена збірною, на турнірі США представлена 2 аматорськими командами | не представлена збірною, на турнірі США представлена 2 аматорськими командами | не представлена збірною, на турнірі США представлена 2 аматорськими командами | не представлена збірною, на турнірі США представлена 2 аматорськими командами | не представлена збірною, на турнірі США представлена 2 аматорськими командами | не представлена збірною, на турнірі США представлена 2 аматорськими командами | не представлена збірною, на турнірі США представлена 2 аматорськими командами | не представлена збірною, на турнірі США представлена 2 аматорськими командами | не представлена збірною, на турнірі США представлена 2 аматорськими командами |
| 1908    | Лондон         | не брала участь                                                               | не брала участь                                                               | не брала участь                                                               | не брала участь                                                               | не брала участь                                                               | не брала участь                                                               | не брала участь                                                               | не брала участь                                                               | не брала участь                                                               |
| 1912    | Стокгольм      | не брала участь                                                               | не брала участь                                                               | не брала участь                                                               | не брала участь                                                               | не брала участь                                                               | не брала участь                                                               | не брала участь                                                               | не брала участь                                                               | не брала участь                                                               |
| 1920    | Антверпен      | не брала участь                                                               | не брала участь                                                               | не брала участь                                                               | не брала участь                                                               | не брала участь                                                               | не брала участь                                                               | не брала участь                                                               | не брала участь                                                               | не брала участь                                                               |
| 1924    | Париж          | 2-ий раунд                                                                    | 11                                                                            | 2                                                                             | 1                                                                             | 0                                                                             | 1                                                                             | 1                                                                             | 3                                                                             |                                                                               |
| 1928    | Амстердам      | 1-й раунд                                                                     | 16                                                                            | 1                                                                             | 0                                                                             | 0                                                                             | 1                                                                             | 2                                                                             | 11                                                                            |                                                                               |
| 1932    | Лос-Анджелес   | Не було футбольного турніру                                                   | Не було футбольного турніру                                                   | Не було футбольного турніру                                                   | Не було футбольного турніру                                                   | Не було футбольного турніру                                                   | Не було футбольного турніру                                                   | Не було футбольного турніру                                                   | Не було футбольного турніру                                                   | Не було футбольного турніру                                                   |
| 1936    | Берлін         | не брала участь                                                               | не брала участь                                                               | не брала участь                                                               | не брала участь                                                               | не брала участь                                                               | не брала участь                                                               | не брала участь                                                               | не брала участь                                                               | не брала участь                                                               |
| 1948    | Лондон         | 1-й раунд                                                                     | 16                                                                            | 1                                                                             | 0                                                                             | 0                                                                             | 1                                                                             | 0                                                                             | 9                                                                             |                                                                               |
| 1952    | Гельсінкі      | попередній раунд                                                              | 24                                                                            | 1                                                                             | 0                                                                             | 0                                                                             | 1                                                                             | 0                                                                             | 8                                                                             |                                                                               |
| 1956    | Мельбурн       | не брала участь                                                               | не брала участь                                                               | не брала участь                                                               | не брала участь                                                               | не брала участь                                                               | не брала участь                                                               | не брала участь                                                               | не брала участь                                                               | не брала участь                                                               |
| 1960    | Рим            | не кваліфікувалась                                                            | не кваліфікувалась                                                            | не кваліфікувалась                                                            | не кваліфікувалась                                                            | не кваліфікувалась                                                            | не кваліфікувалась                                                            | не кваліфікувалась                                                            | не кваліфікувалась                                                            | не кваліфікувалась                                                            |
| 1964    | Токіо          | не кваліфікувалась                                                            | не кваліфікувалась                                                            | не кваліфікувалась                                                            | не кваліфікувалась                                                            | не кваліфікувалась                                                            | не кваліфікувалась                                                            | не кваліфікувалась                                                            | не кваліфікувалась                                                            | не кваліфікувалась                                                            |
| 1968    | Мехіко         | не кваліфікувалась                                                            | не кваліфікувалась                                                            | не кваліфікувалась                                                            | не кваліфікувалась                                                            | не кваліфікувалась                                                            | не кваліфікувалась                                                            | не кваліфікувалась                                                            | не кваліфікувалась                                                            | не кваліфікувалась                                                            |
| 1972    | Мюнхен         | груповий етап                                                                 | 14                                                                            | 3                                                                             | 0                                                                             | 1                                                                             | 2                                                                             | 0                                                                             | 10                                                                            |                                                                               |
| 1976    | Монреаль       | не кваліфікувалась                                                            | не кваліфікувалась                                                            | не кваліфікувалась                                                            | не кваліфікувалась                                                            | не кваліфікувалась                                                            | не кваліфікувалась                                                            | не кваліфікувалась                                                            | не кваліфікувалась                                                            | не кваліфікувалась                                                            |
| 1980    | Москва         | Бойкот                                                                        | Бойкот                                                                        | Бойкот                                                                        | Бойкот                                                                        | Бойкот                                                                        | Бойкот                                                                        | Бойкот                                                                        | Бойкот                                                                        | Бойкот                                                                        |
| 1984    | Лос-Анджелес   | груповий етап                                                                 | 9                                                                             | 3                                                                             | 1                                                                             | 1                                                                             | 1                                                                             | 4                                                                             | 2                                                                             |                                                                               |
| 1988    | Сеул           | груповий етап                                                                 | 12                                                                            | 3                                                                             | 0                                                                             | 2                                                                             | 1                                                                             | 3                                                                             | 5                                                                             |                                                                               |
| 1992    | Барселона      | груповий етап                                                                 | 9                                                                             | 3                                                                             | 1                                                                             | 1                                                                             | 1                                                                             | 6                                                                             | 5                                                                             |                                                                               |
| 1996    | Атланта        | груповий етап                                                                 | 10                                                                            | 3                                                                             | 1                                                                             | 1                                                                             | 1                                                                             | 4                                                                             | 4                                                                             |                                                                               |
| 2000    | Сідней         | 4-те місце                                                                    | 4                                                                             | 6                                                                             | 1                                                                             | 3                                                                             | 2                                                                             | 9                                                                             | 11                                                                            |                                                                               |
| 2004    | Афіни          | не кваліфікувалась                                                            | не кваліфікувалась                                                            | не кваліфікувалась                                                            | не кваліфікувалась                                                            | не кваліфікувалась                                                            | не кваліфікувалась                                                            | не кваліфікувалась                                                            | не кваліфікувалась                                                            | не кваліфікувалась                                                            |
| 2008    | Пекін          | Груповий етап                                                                 | 9                                                                             | 3                                                                             | 1                                                                             | 1                                                                             | 1                                                                             | 4                                                                             | 4                                                                             |                                                                               |
| 2012    | Лондон         | не кваліфікувалась                                                            | не кваліфікувалась                                                            | не кваліфікувалась                                                            | не кваліфікувалась                                                            | не кваліфікувалась                                                            | не кваліфікувалась                                                            | не кваліфікувалась                                                            | не кваліфікувалась                                                            | не кваліфікувалась                                                            |
| 2016    | Ріо-де-Жанейро | не кваліфікувалась                                                            | не кваліфікувалась                                                            | не кваліфікувалась                                                            | не кваліфікувалась                                                            | не кваліфікувалась                                                            | не кваліфікувалась                                                            | не кваліфікувалась                                                            | не кваліфікувалась                                                            | не кваліфікувалась                                                            |
| 2020    | Токіо          | не кваліфікувалась                                                            | не кваліфікувалась                                                            | не кваліфікувалась                                                            | не кваліфікувалась                                                            | не кваліфікувалась                                                            | не кваліфікувалась                                                            | не кваліфікувалась                                                            | не кваліфікувалась                                                            | не кваліфікувалась                                                            |

### Панамериканські ігри
| Виступи | Виступи            | Виступи            | Виступи            | Виступи            | Виступи            | Виступи            | Виступи            | Виступи            |
| Рік     | Раунд              | Позиція            | МЗ                 | В                  | Н*                 | П                  | ГЗ                 | ГР                 |
| ------- | ------------------ | ------------------ | ------------------ | ------------------ | ------------------ | ------------------ | ------------------ | ------------------ |
| 1951    | не брала участь    | не брала участь    | не брала участь    | не брала участь    | не брала участь    | не брала участь    | не брала участь    | не брала участь    |
| 1955    | не брала участь    | не брала участь    | не брала участь    | не брала участь    | не брала участь    | не брала участь    | не брала участь    | не брала участь    |
| 1959    | 3-тє місце         | 3                  | 6                  | 4                  | 0                  | 2                  | 25                 | 15                 |
| 1963    | 5-те місце         | 5                  | 4                  | 0                  | 0                  | 4                  | 3                  | 30                 |
| 1967    | 6-те місце         | 6                  | 3                  | 1                  | 0                  | 2                  | 6                  | 10                 |
| 1971    | 6-те місце         | 6                  | 8                  | 2                  | 1                  | 5                  | 9                  | 18                 |
| 1975    | 12-те місце        | 12                 | 2                  | 0                  | 0                  | 2                  | 1                  | 4                  |
| 1979    | 6-те місце         | 6                  | 2                  | 2                  | 0                  | 0                  | 9                  | 1                  |
| 1983    | 6-те місце         | 6                  | 3                  | 0                  | 1                  | 2                  | 1                  | 5                  |
| 1987    | 6-те місце         | 6                  | 3                  | 1                  | 1                  | 1                  | 3                  | 3                  |
| 1991    | Чемпіон            | 1                  | 5                  | 5                  | 0                  | 0                  | 10                 | 4                  |
| 1995    | 12-те місце        | 12                 | 3                  | 0                  | 0                  | 3                  | 0                  | 9                  |
| 1999    | 3-тє місце         | 3                  | 6                  | 3                  | 1                  | 2                  | 6                  | 8                  |
| 2003    | не кваліфікувалась | не кваліфікувалась | не кваліфікувалась | не кваліфікувалась | не кваліфікувалась | не кваліфікувалась | не кваліфікувалась | не кваліфікувалась |
| 2007    | 7-ме місце         | 7                  | 3                  | 1                  | 0                  | 2                  | 4                  | 7                  |
| 2011    | не кваліфікувалась | не кваліфікувалась | не кваліфікувалась | не кваліфікувалась | не кваліфікувалась | не кваліфікувалась | не кваліфікувалась | не кваліфікувалась |
| 2015    | не кваліфікувалась | не кваліфікувалась | не кваліфікувалась | не кваліфікувалась | не кваліфікувалась | не кваліфікувалась | не кваліфікувалась | не кваліфікувалась |
| 2019    | не кваліфікувалась | не кваліфікувалась | не кваліфікувалась | не кваліфікувалась | не кваліфікувалась | не кваліфікувалась | не кваліфікувалась | не кваліфікувалась |